# Nederland op het Junior Eurovisiesongfestival 2010
Nederland nam deel aan het Junior Eurovisiesongfestival 2010, dat gehouden werd in Minsk, Wit-Rusland. Het was de 8ste deelname van het land op het Junior Eurovisiesongfestival. De AVRO was verantwoordelijk voor de Nederlandse bijdrage.

## Selectieprocedure
Het Junior Songfestival 2010 liep over twee halve finales en één finale. Er waren acht deelnemers, verdeeld over twee halve finales. Uit elke halve finale kwalificeerde de top twee zich rechtstreeks voor de finale. Na afloop van de halve finales mocht de jury een wildcard uitreiken aan de beste overblijver. Zodoende telde de finale op 2 oktober 2010 vijf kandidaten. Zowel in de halve finales als in de finale waren er drie jury's: de kinderjury, de vakjury en het publiek, dat via televoting zijn stem kon uitbrengen. Alle programma's werden gepresenteerd door Ewout Genemans. Senna & Anna wonnen de finale 
van het Junior Songfestival vrij verrassend, nadat ze in de tweede halve finale nog tweede waren geworden. In de finale haalden ze het met 32 punten, twee meer dan Mano, die hen in de halve eindstrijd nog had verslagen. Zodoende mocht het duo Nederland vertegenwoordigen op het achtste Junior Eurovisiesongfestival in Minsk, met het nummer My family.

## Junior Songfestival 2010

### Eerste halve finale
18 september 2010
| Plaats | Artiest        | Lied                          | Kinderjury | Vakjury | Publiek | Totaal |
| ------ | -------------- | ----------------------------- | ---------- | ------- | ------- | ------ |
| 1      | Donny          | Showbizz                      | 12         | 12      | 10      | 34     |
| 2      | Caylee         | Welkom in mijn leven          | 10         | 10      | 12      | 32     |
| 3      | Rosa           | Vrij als een vogel            | 9          | 9       | 9       | 27     |
| 4      | Phoebe & Stijn | De wereld is van ons allemaal | 8          | 8       | 8       | 24     |

### Tweede halve finale
25 september 2010
| Plaats | Artiest             | Lied             | Kinderjury | Vakjury | Publiek | Totaal |
| ------ | ------------------- | ---------------- | ---------- | ------- | ------- | ------ |
| 1      | Mano                | Ga niet meer weg | 12         | 12      | 10      | 34     |
| 2      | Senna & Anna        | My family        | 10         | 10      | 12      | 32     |
| 3      | Pip, Merel & Quinty | You tell me      | 8          | 9       | 9       | 26     |
| 4      | Darcey              | Energie          | 9          | 8       | 8       | 25     |

### Finale
2 oktober 2010
| Plaats | Artiest              | Lied                 | Kinderjury | Vakjury | Publiek | Totaal |
| ------ | -------------------- | -------------------- | ---------- | ------- | ------- | ------ |
| 1      | Senna & Anna         | My family            | 12         | 8       | 12      | 32     |
| 2      | Mano                 | Ga niet meer weg     | 8          | 12      | 10      | 30     |
| 3      | Caylee               | Welkom in mijn leven | 10         | 9       | 9       | 28     |
| 4      | Donny                | Showbizz             | 9          | 10      | 8       | 27     |
| 5      | Pip, Merel en Quinty | You tell me          | 7          | 7       | 7       | 21     |

## In Minsk
In Minsk trad Nederland als derde van veertien landen aan, na debutant Moldavië en voor Servië. Aan het einde van de puntentelling stonden Senna & Anna op de negende plaats, met 52 punten. Het hoogste aantal punten kreeg Nederland van België. De Belgen gaven tien punten voor My family.

### Gekregen punten
| 12 punten | 10 punten | 8 punten           | 7 punten   | 6 punten                 |
| --------- | --------- | ------------------ | ---------- | ------------------------ |
|           | - België  | - Georgië          | - Servië   |                          |
| 5 punten  | 4 punten  | 3 punten           | 2 punten   | 1 punt                   |
| - Armenië |           | - Letland - Zweden | - Litouwen | - Oekraïne - Wit-Rusland |

2003 · 2004 · 2005 · 2006 · 2007 · 2008 · 2009 · 2010 · 2011 · 2012 · 2013 · 2014 · 2015 · 2016 · 2017 · 2018 · 2019 · 2020 · 2021 · 2022 · 2023 · 2024
Armenië · België · Georgië · Letland · Litouwen · Macedonië · Malta · Moldavië · Nederland · Oekraïne · Rusland · Servië · Wit-Rusland · Zweden